# Bernhard Heinrich von Bornstedt
Bernhard Heinrich von Bornstedt (* um 1693 in Preußen; † 17. Februar 1752 auf der Herrschaft Guttentag in Oberschlesien) war ein preußischer Generalleutnant und Chef des Kürassierregiments Nr. 9.

## Leben

### Herkunft
Seine Eltern waren der preußische Oberst sowie Kommandant von Pillau und Memel, Ernst Ludwig von Bornstedt († 1706) und dessen Ehefrau Anna Elisabeth, geborene von Byern (1650–1693).

### Militärlaufbahn
Bornstedt trat 1710 als Kadett in die Füsiliergarde der Preußischen Armee. Im November 1713 kam er als Fähnrich in das Infanterieregiment „von Wartensleben“ und nahm während des Pommernfeldzuges 1715/16 an der Belagerung von Belagerung von Stralsund teil. Anschließend wechselte Bornstedt als Sekondeleutnant in das neuerrichtete Infanterieregiment „Anhalt-Dessau“. 1717/18 war er Freiwilliger im Korps des Generals Varenne in Ungarn. Bei seiner Rückkehr erhielt er eine Kompanie im Dragonerregiment „Platen“. Am 22. Juni 1726 stieg Bornstedt zum Major auf und wurde am 4. Januar 1738 Oberstleutnant. Als solcher nahm Bornstedt während des Feldzuges 1740/42 an der Belagerung und der Erstürmung von Glogau teil und erhielt dafür den Orden Pour le Mérite. Bornstedt kämpfte außerdem bei Mollwitz und Chotusitz. Er wurde am 11. April 1741 Oberst und am 23. Juli 1741 zum Regimentskommandeur ernannt.
Mitte Januar 1743 zum Generalmajor befördert, war Bornstedt ab Ende März Führer einer Gruppe preußischer Offiziere, die als Freiwillige mit der Reichsarmee unter Karl Alexander von Lothringen gegen die Franzosen kämpften. Am 14. November 1743 kehrte er bereits nach Preußen zurück und König Friedrich II. ernannte Bornstedt zum Chef des Kürassierregiment „Möllendorff“. Am 24. Juni 1744 wurde er zudem Kanonikus beim Stift Unserer Lieben Frauen in Halberstadt. Während des Feldzuges 1744/45 führte Bornstedt in der Schlacht bei Hohenfriedberg das zweite Treffen auf dem rechten Flügel und wurde während der Kämpfe am Arm verwundet.
Ende Oktober 1750 erregte er das Missfallen des Königs, da Friedrich II. Berichte über Exzesse des Regiments in der Garnison Oppeln bekannt wurden. Er drohte Bornstedt mit dem Entzug der Chefstelle. Anfang September 1751 dimittierte Bornstedt zum 1. Oktober 1751 unter Verleihung des Charakters als Generalleutnant mit einer Pension von 1000 Talern. Er starb am 17. Februar 1752 auf seiner Herrschaft Guttentag in Oberschlesien an einer Lungenentzündung.

### Familie
Bornstedt war zweimal verheiratet. Seine erste Frau war Sophie Henriette von Podewils (1710–1745). Er hatte mit ihr zwei Söhne und drei Töchter, darunter:
- Bernhard Heinrich (1726–1758), preußischer Sekondeleutnant im Dragonerregiment „Holstein-Gottorp“
- Friedrich Leopold Ludwig (1728–1796) ⚭ Maria Antonia Josepha von Blacha (1738–1807)

Seine zweite Frau wurde Elisabeth von Weyherr (1730–1756), mit der er den Sohn Moritz (1751–1780) hatte.